# دوزبری
latitudeدوزبریlongitudeدوزبری
دوزبری (به انگلیسی: Dewsbury) شهری در منطقهٔ شفیلد کشور انگلستان است که این کشور خود بخشی از بریتانیا محسوب می‌شود. این شهر در سال ۱۹۹۱ میلادی ۵۰٫۱۶۸ نفر جمعیت داشته و در سرشماری سال ۲۰۰۱ جمعیت آن به ۵۴٫۳۴۱ نفر رسیده‌است. میزان رشد سالانهٔ جمعیت دوزبری ‎-۰٫۲۵ درصد می‌باشد و جمعیت این شهر در سال ۲۰۱۲ به ۵۲٫۸۸۱ نفر تغییر یافت.